# Județul Timiș-Torontal (interbelic)
Județul Timiș-Torontal a fost o unitate administrativă de ordinul întâi din Regatul României, aflată în regiunea istorică Banat. Capitala județului era municipiul Timișoara.

## Întindere

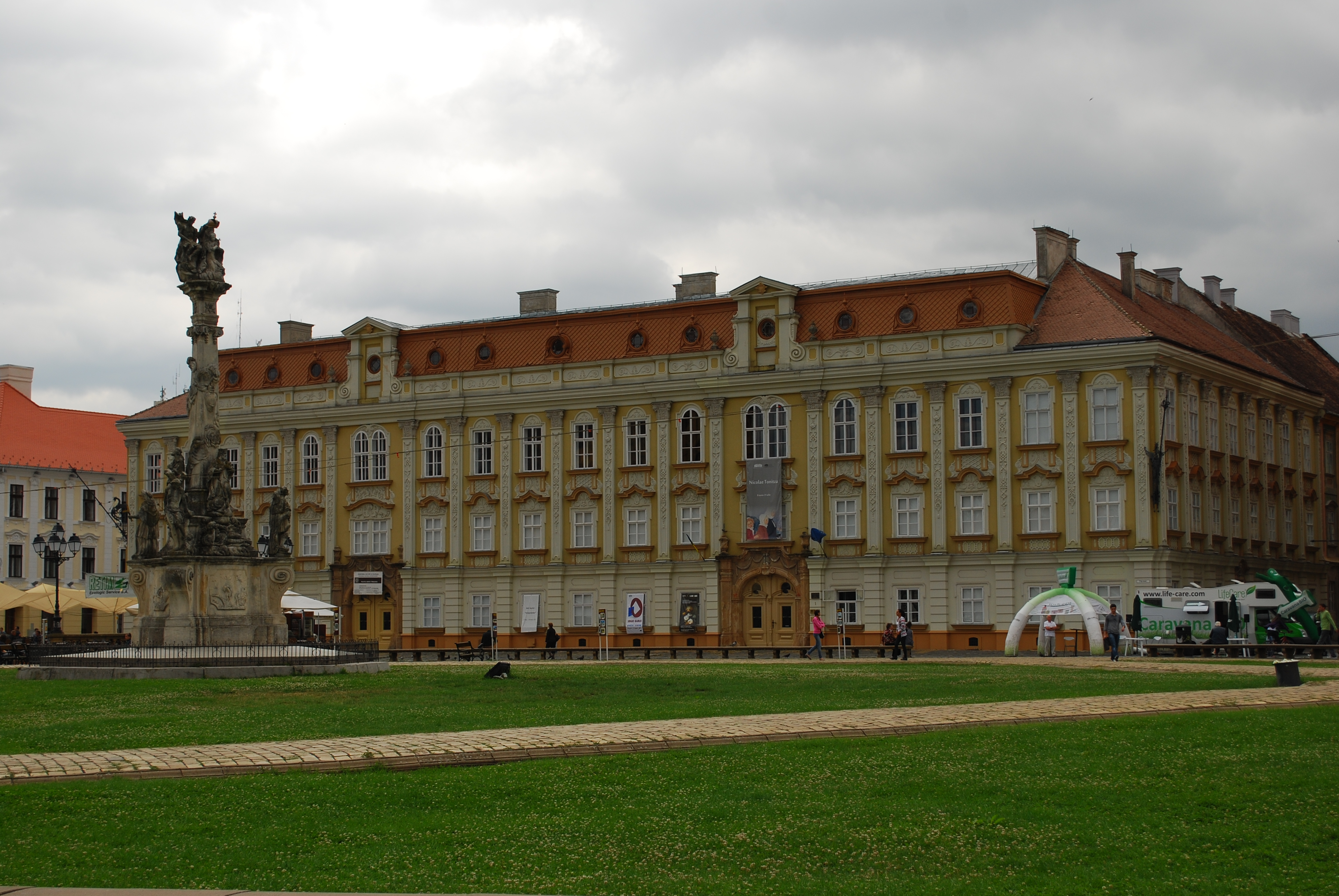
Clădirea Prefecturii județului Timiș-Torontal din perioada interbelică. Clădirea-monument istoric, construită în anul 1754 și extinsă în anii 1774, respectiv 1885, este cunoscută sub denumirea de Palatul baroc din Timișoara. Ea este situată în Piața Unirii nr. 1 și găzduiește în prezent Muzeul de Artă din Timișoara.

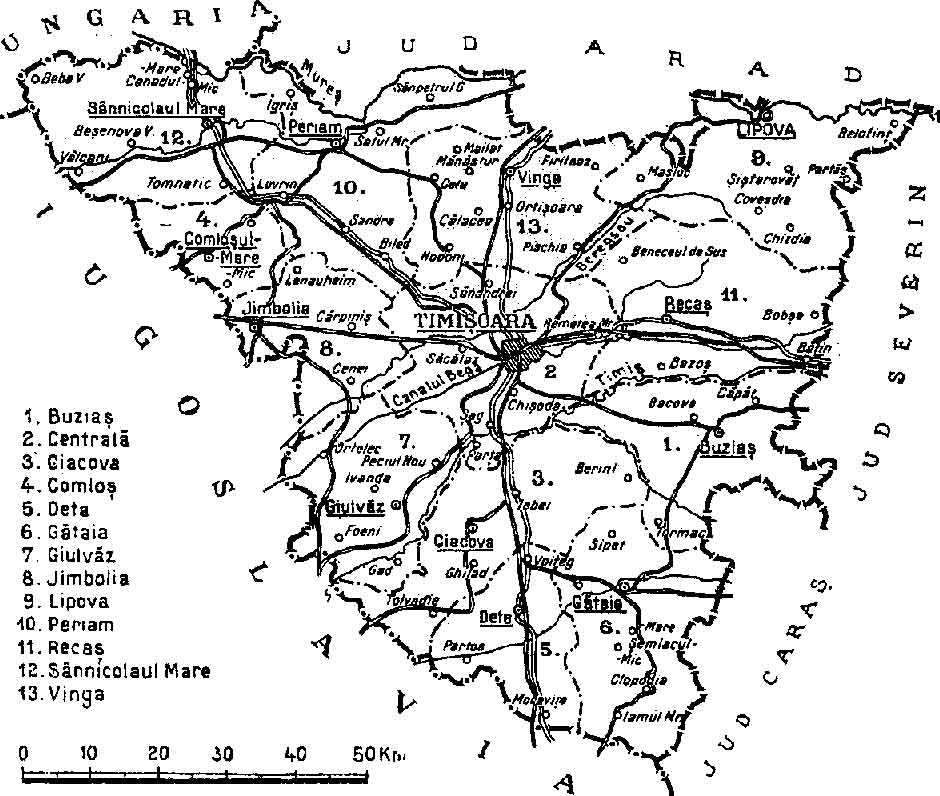
Harta județului, cu dispunerea și denumirea plășilor, în anul 1938.

Județul se afla în partea vestică a României Mari, în nord-vestul regiunii Banat. Județul cuprindea mare parte din teritoriul actualului județ Timiș (cu excepția părții estice, zonele din jurul orașelor Lugoj și Făget). Se învecina la vest cu Ungaria, la sud-vest cu Iugoslavia, la nord cu județul Arad, iar la est cu județele Caraș și Severin.

## Istoric
În data de 27 iulie 1919 a fost instalat primul prefect al Timișului numit de autoritățile regale române, în persoana lui Aurel Cosma. Județul Timiș-Torontal a cuprins părțile din fostele comitate Timiș și Torontal care au fost atribuite Regatului României, în urma împărțirii Banatului. Noul județ avea în componență, în prima fază, până în 1925, plășile: Buziaș, Centrală, Ciacova, Comloș, Deta, Gătaia, Giulvăz, Jimbolia, Lipova, Periam, Sânnicolaul Mare, Vinga.
La data de 24 noiembrie 1923 a avut loc o rectificare de frontieră între România și Regatul sârbilor, croaților și slovenilor. Localitățile Jimbolia (Žombolj, Zsombolya), Beba Veche (Stara Beba, Óbéba), Cherestur (Krstur, Pusztakeresztúr), Ciortea (Csorda) și Iam (Jám) au intrat în componența României, în timp ce Meda (Međa, Párdány), Modoș (Jaša Tomic), Șurian (Šurjan), Căptălan (Busenje), Crivobara (Markovićevo) și Gaiu Mare (Veliki Gaj, Nagy Gaj) au fost cedate Regatului sârbilor, croaților și slovenilor.
În anul 1925 a fost promulgată Legea pentru unificarea administrativă. Județul Timiș-Torontal era împărțit în două comune urbane (Timișoara și Lipova) și 246 de comune rurale grupate în douăsprezece plăși. Ulterior, la 12 decembrie 1926, a fost înființată a treisprezecea plasă (plasa Comloș sau Comloșul Mare).
În 1929 județul Timiș-Torontal a fost integrat Directoratului VII Ministerial, condus de Sever Bocu. În 1938 județele Timiș-Torontal, Arad, Caraș, Severin și Hunedoara au intrat în componența Ținutului Timiș, nou înființat. Județul Timiș-Torontal a fost desființat odată cu reforma administrativă din 6 septembrie 1950.

## Organizare
Teritoriul județului era împărțit inițial în zece plăși, iar ulterior în treisprezece plăși:
1. Plasa Buziaș (cu 25 de comune),
2. Plasa Centrală (cu 23 de comune),
3. Plasa Ciacova (cu 17 comune),
4. Plasa Deta (cu 16 comune),
5. Plasa Jimbolia (cu 10 comune),
6. Plasa Lipova (cu 27 de comune),
7. Plasa Periam (cu 17 comune),
8. Plasa Recaș (cu 29 de comune),
9. Plasa Sânnicolaul Mare (cu 13 comune),
10. Plasa Vinga (cu 18 comune),
11. Plasa Comloș (cu 9 comune, înființată ulterior),
12. Plasa Gătaia (cu 17 comune, înființată ulterior) și
13. Plasa Giulvăz (cu 16 comune, înființată ulterior).

## Populație
Conform datelor recensământului din 1930 populația județului era de 499.443 de locuitori, dintre care 37,6% români, 34,9% germani, 15,4% maghiari, 5,8% sârbi și croați ș.a. Din punct de vedere confesional majoritatea locuitorilor erau romano-catolici (48,6%), urmați de ortodocși (41,1%), greco-catolici (2,8%), reformați (2,5%) ș.a.

### Mediul urban
În anul 1930 populația urbană a județului (municipiul Timișoara și orașul Lipova) era de 97.580 locuitori, dintre care 30,5% germani, 29,3% maghiari, 27,7% români, 7,6% evrei, 2,2% sârbi și croați ș.a. Din punct de vedere confesional orășenimea era alcătuită din 52,1% romano-catolici, 27,7% ortodocși, 9,9% mozaici, 5,0% reformați, 2,8% greco-catolici, 2,4% lutherani ș.a.

## Materiale documentare

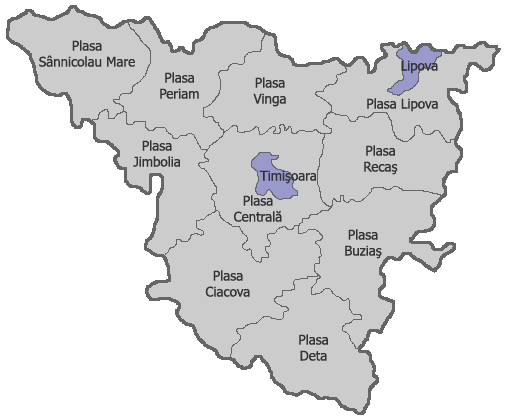
Plășile județului Timiș-Torontal în anul 1930
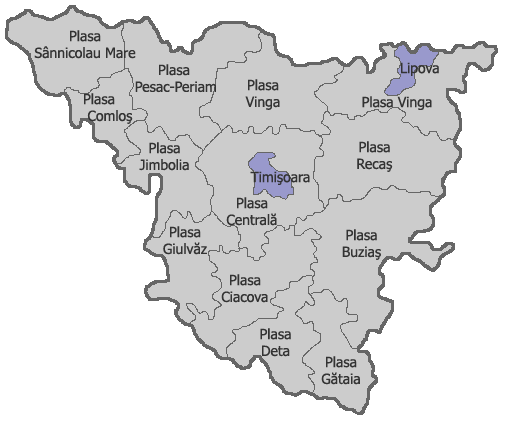
Plășile județului Timiș-Torontal în anul 1941
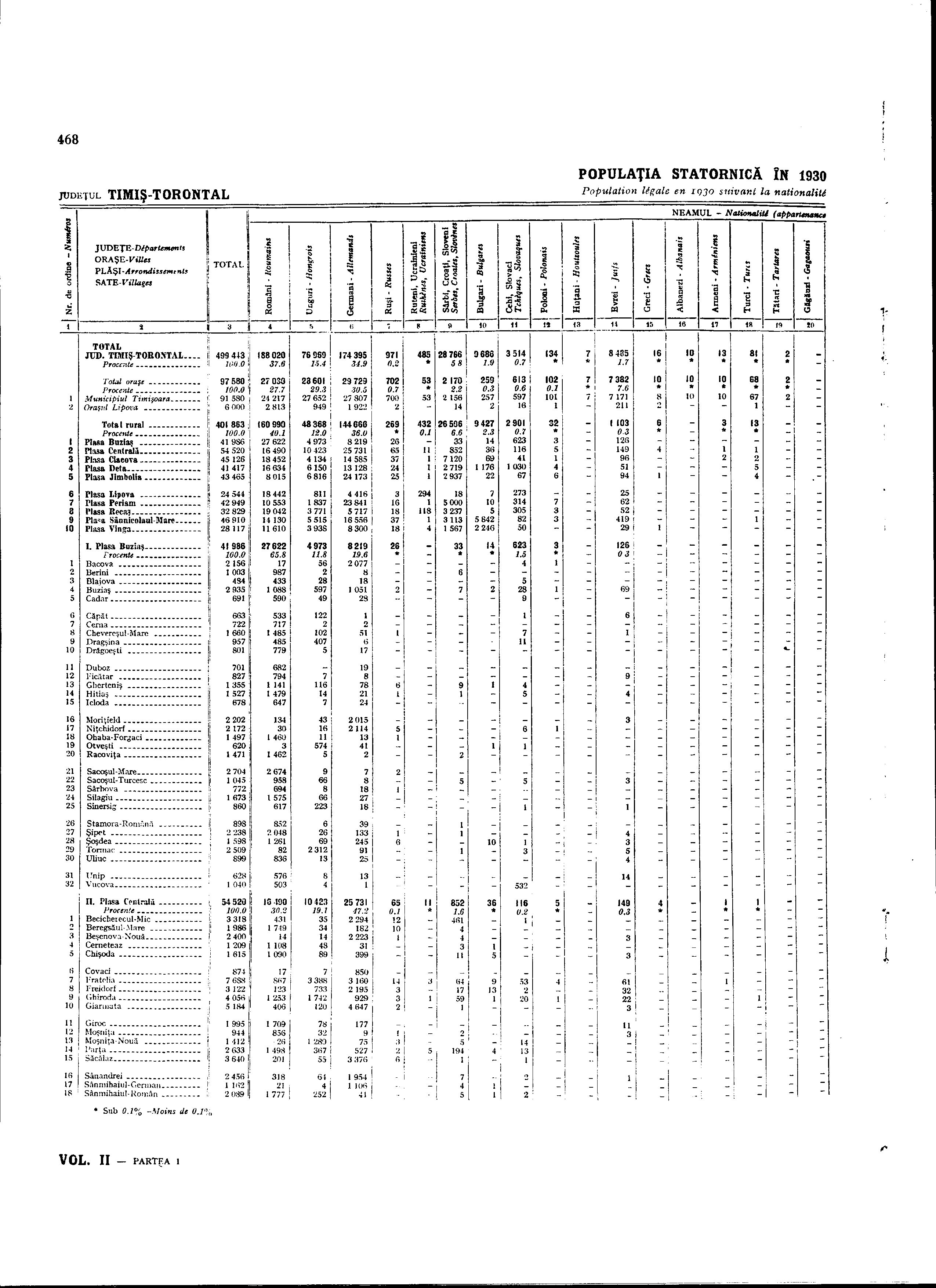
Populația județului în anul 1930, după etnie și limbă maternă
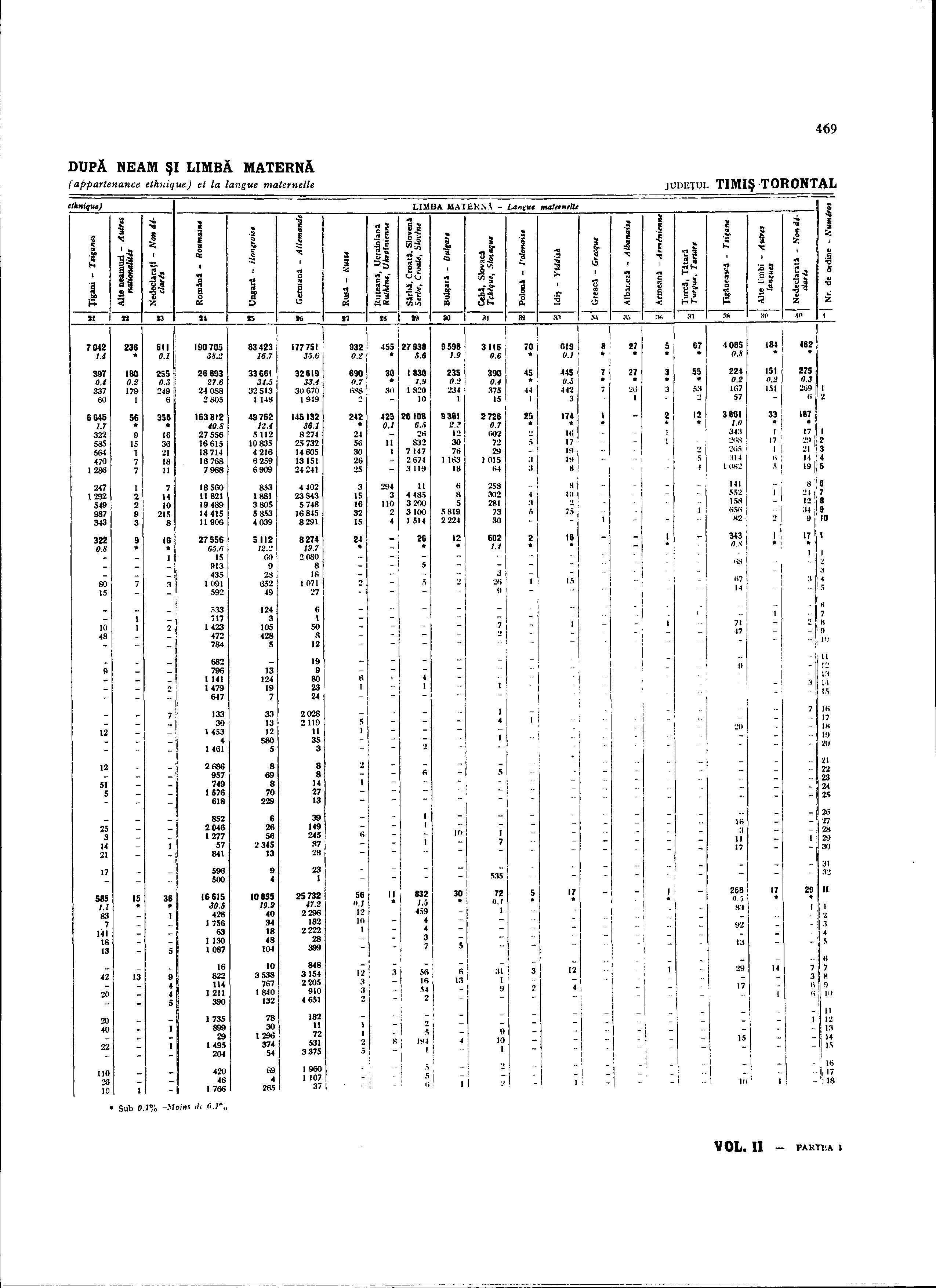
Populația județului în anul 1930, după etnie și limbă maternă
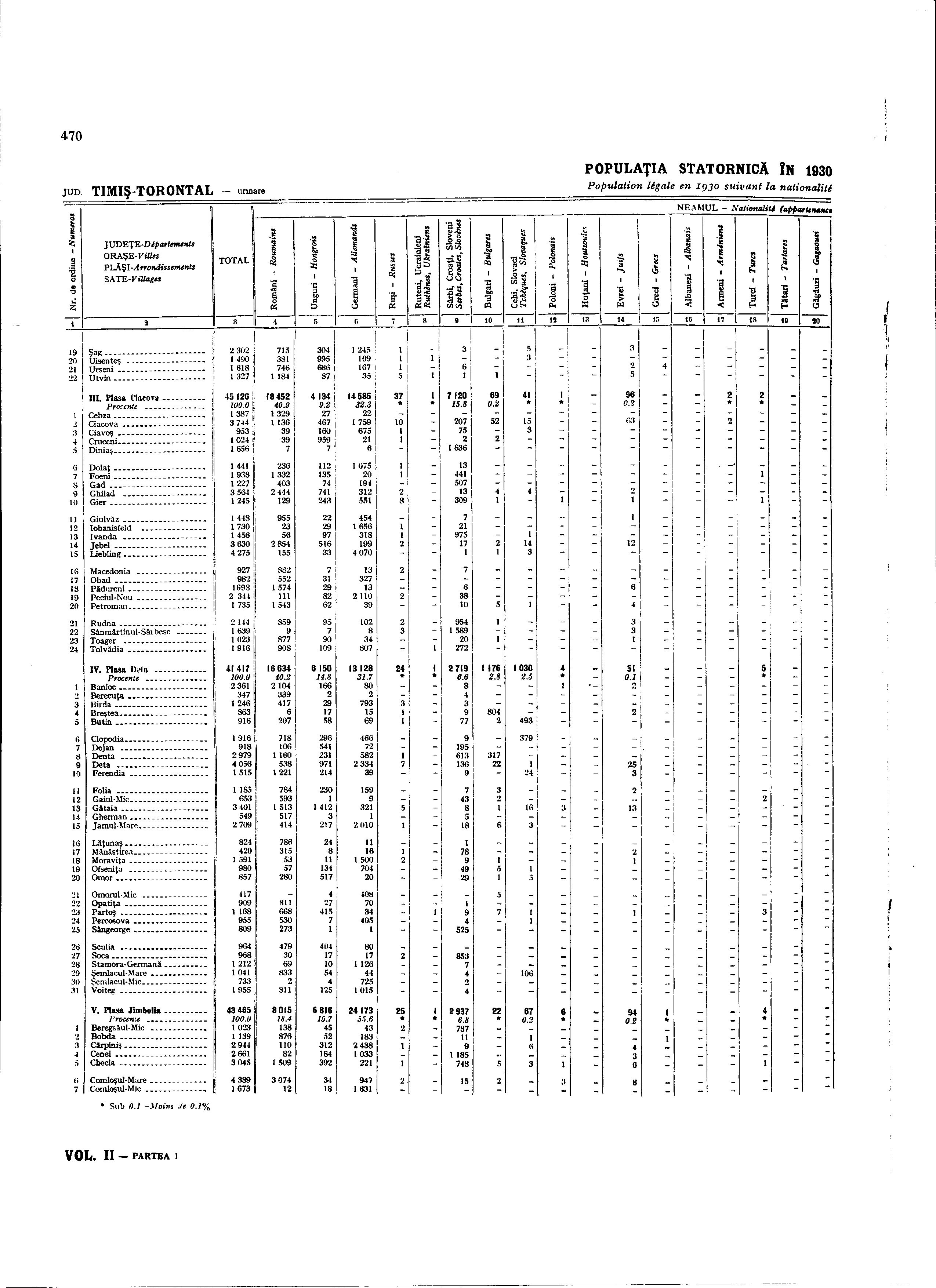
Populația județului în anul 1930, după etnie și limbă maternă
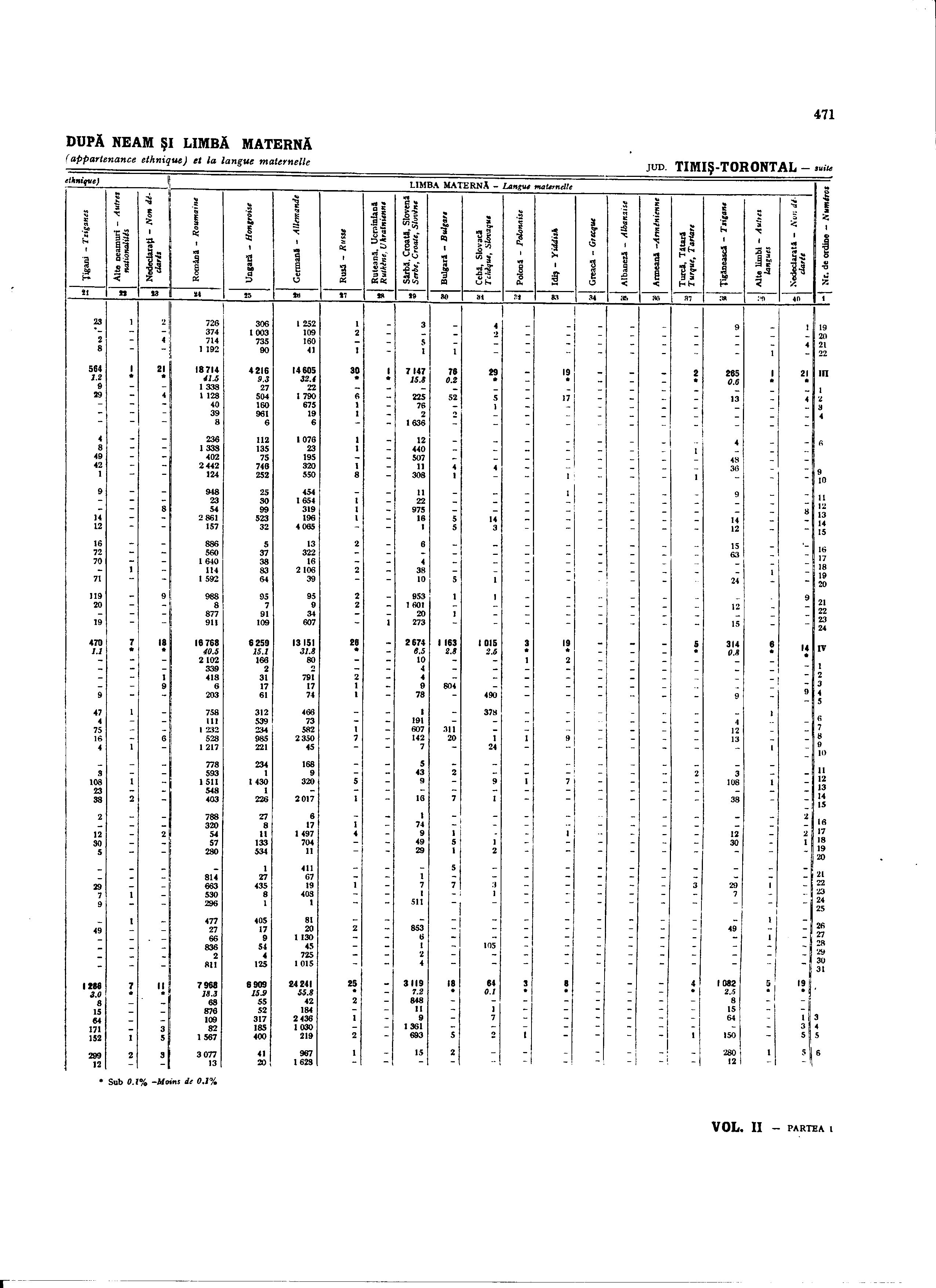
Populația județului în anul 1930, după etnie și limbă maternă
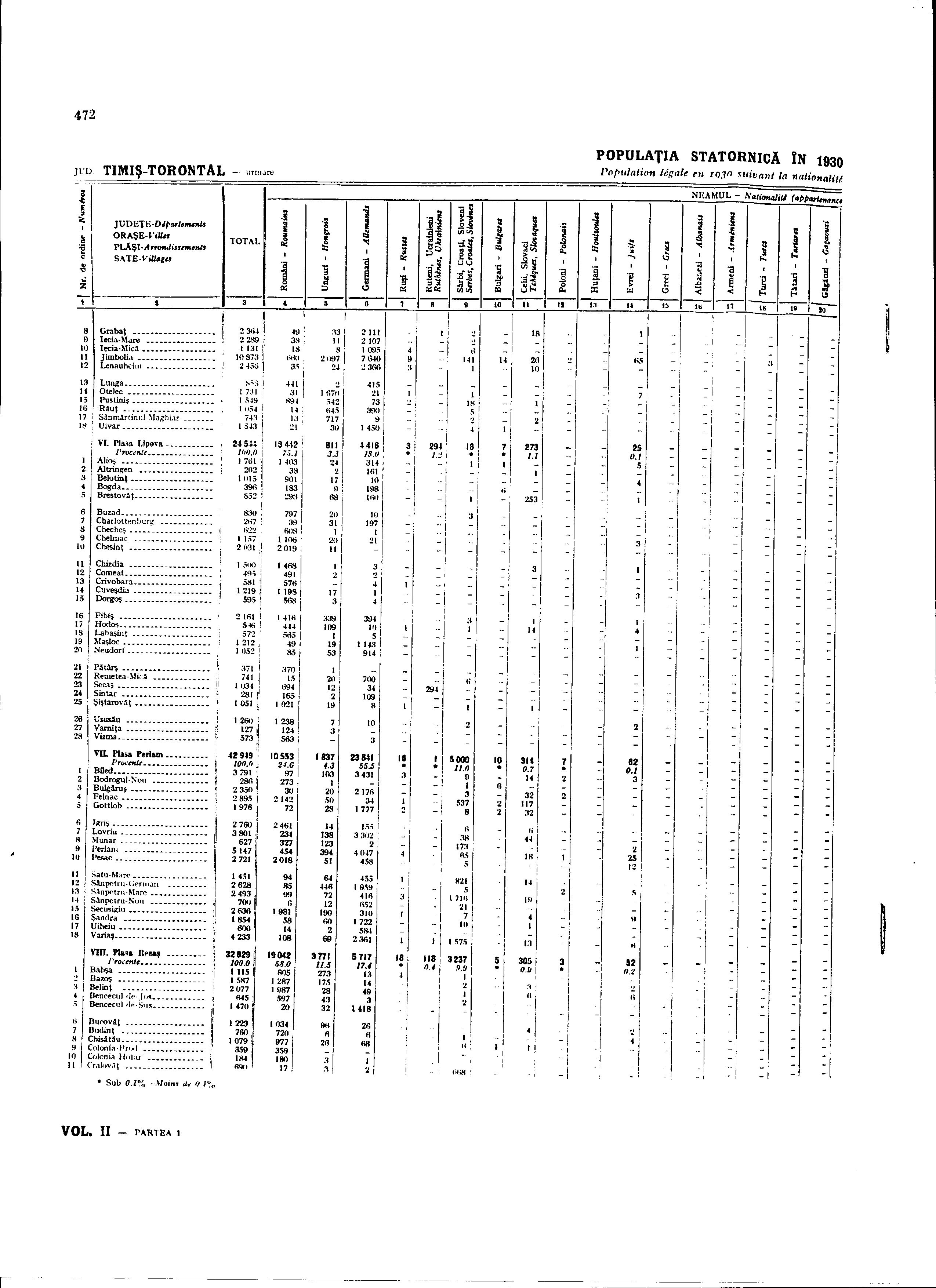
Populația județului în anul 1930, după etnie și limbă maternă
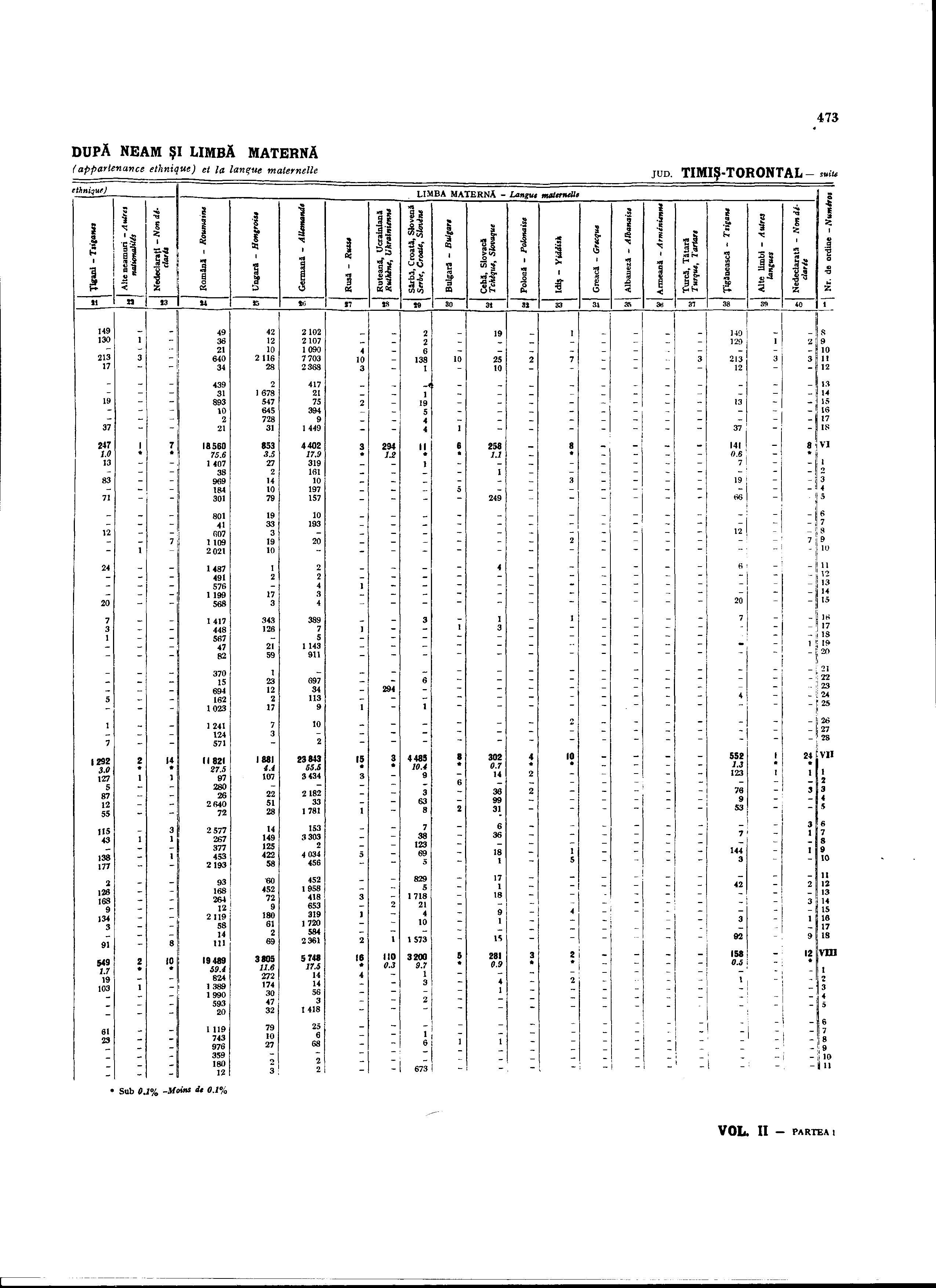
Populația județului în anul 1930, după etnie și limbă maternă
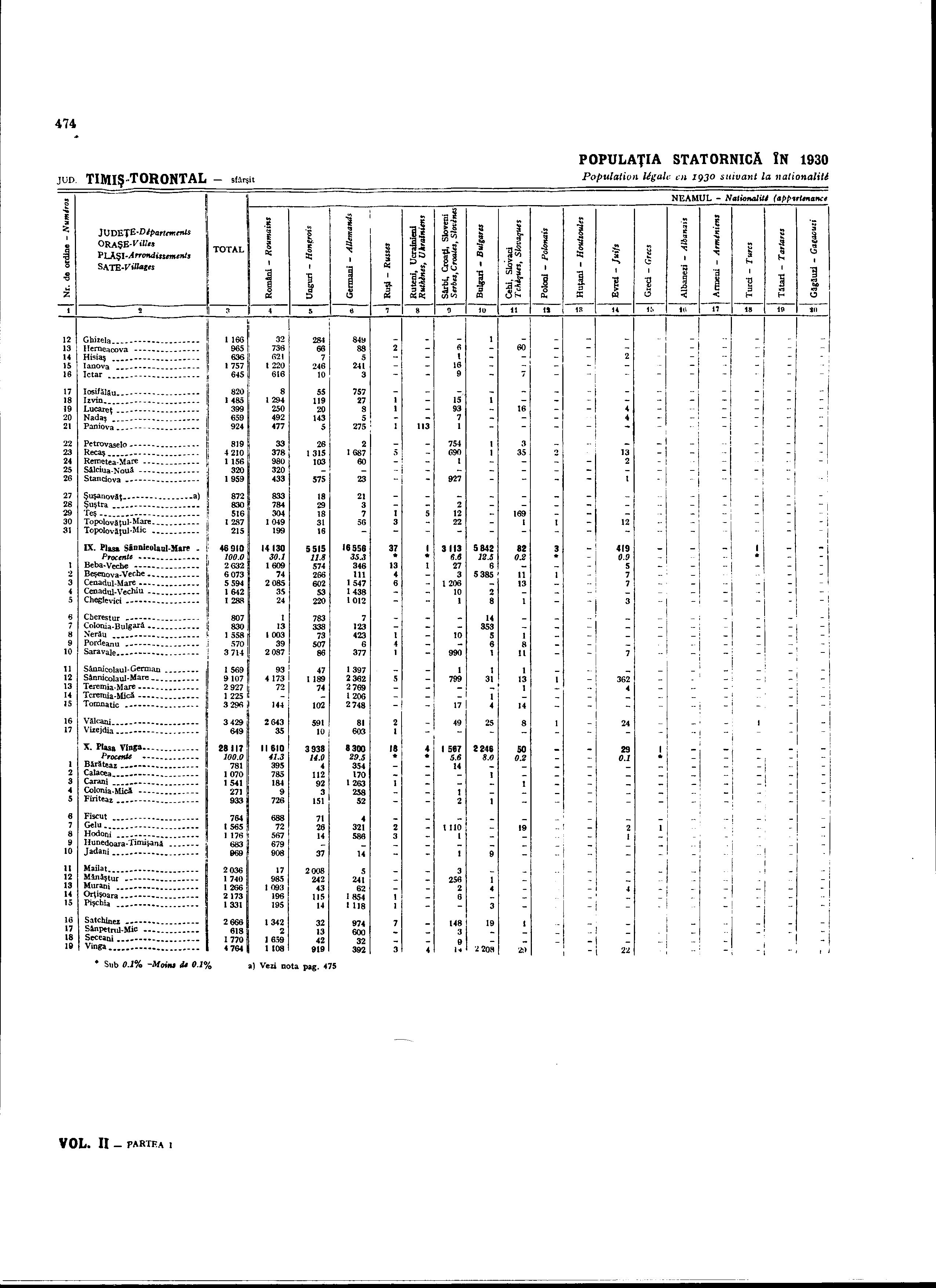
Populația județului în anul 1930, după etnie și limbă maternă
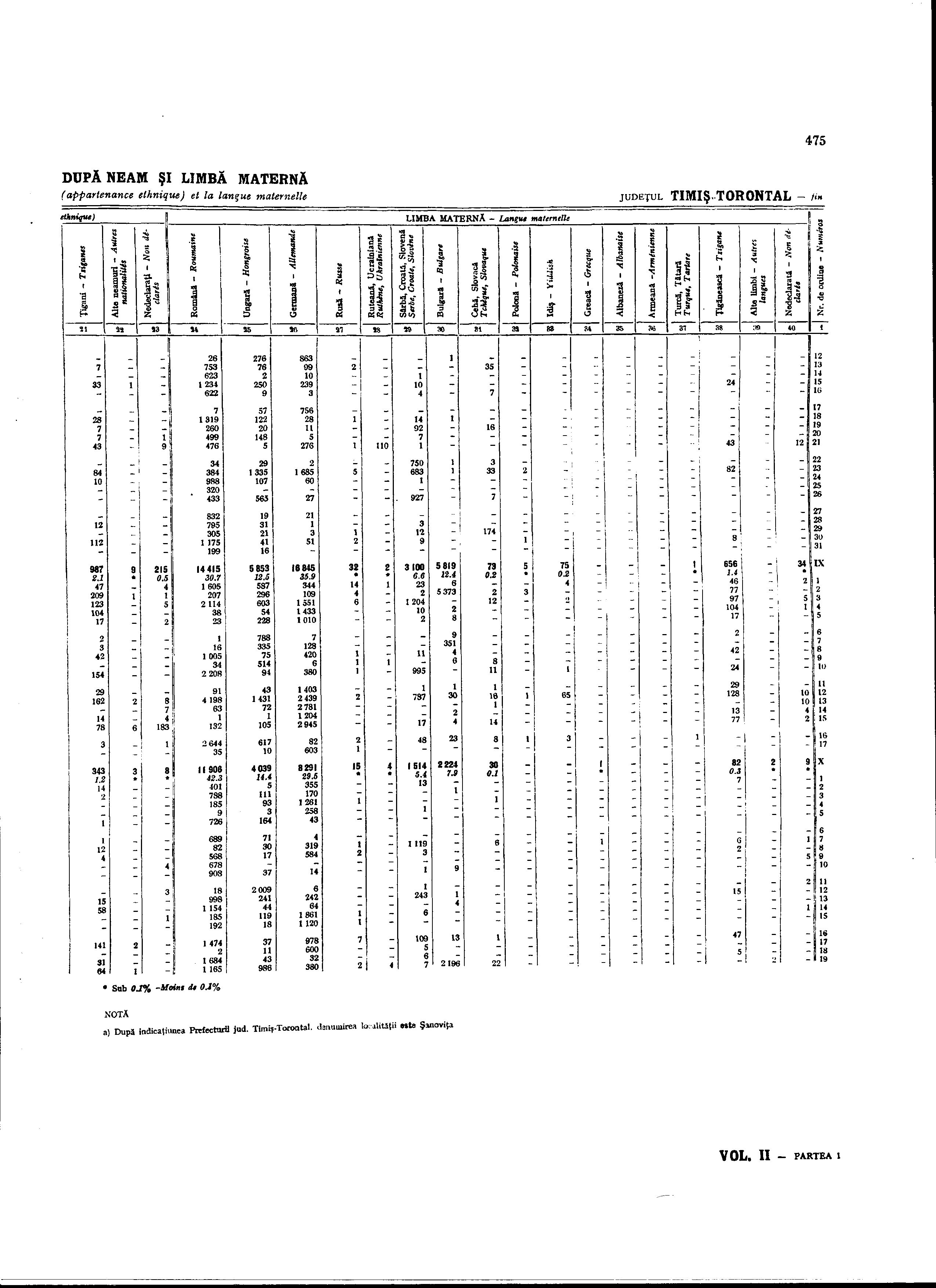
Populația județului în anul 1930, după etnie și limbă maternă
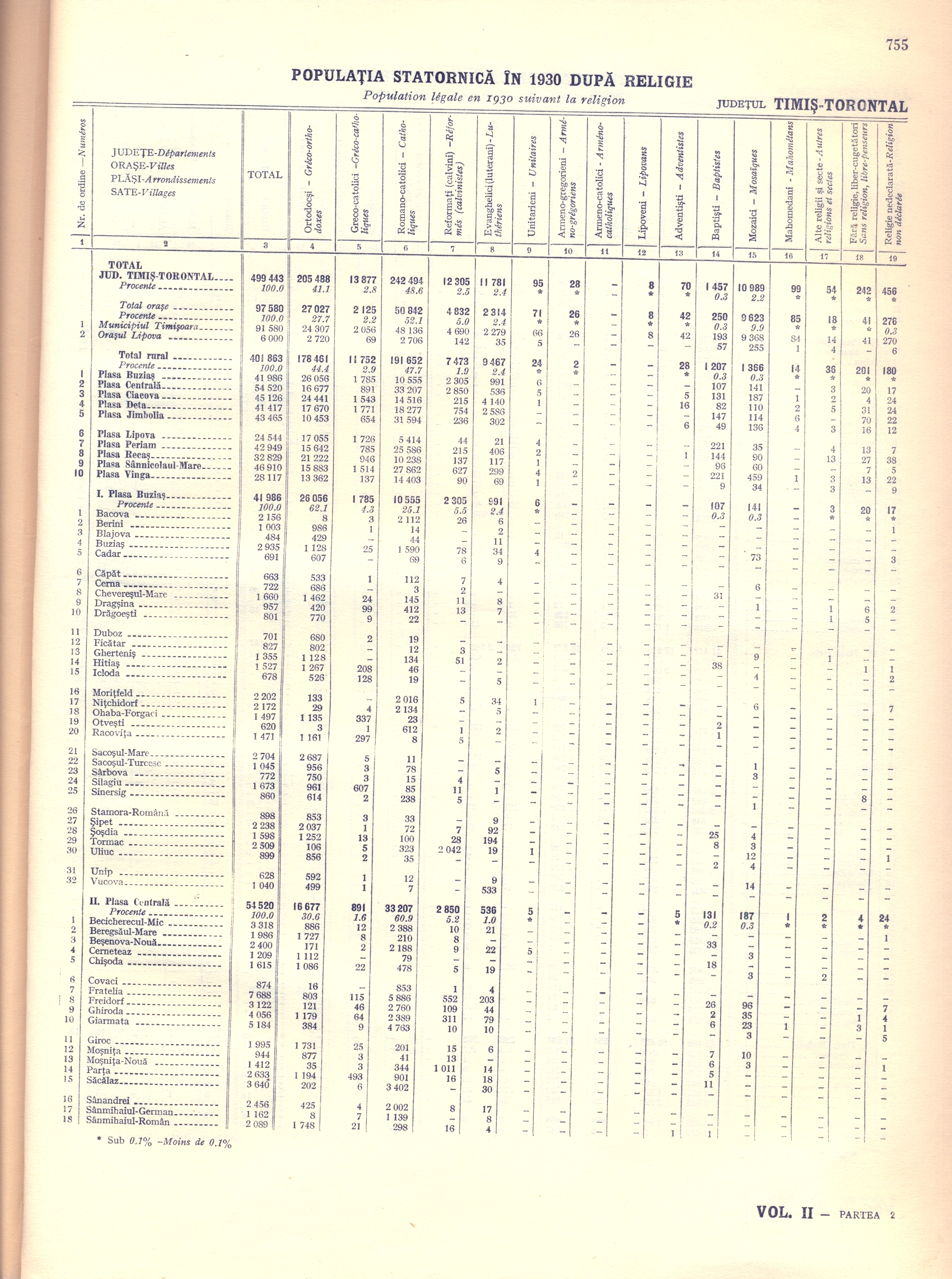
Populația județului în anul 1930, după religie
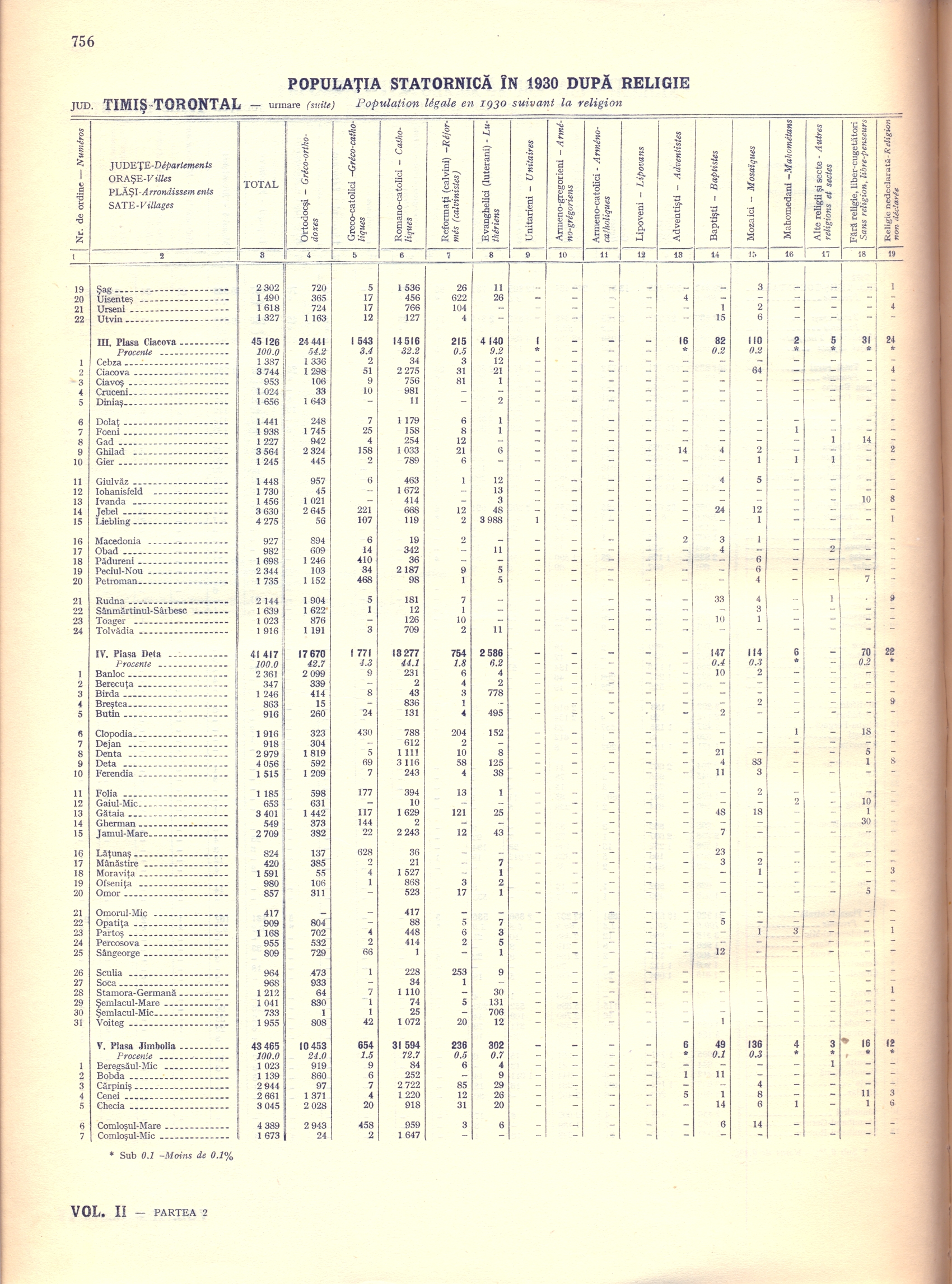
Populația județului în anul 1930, după religie
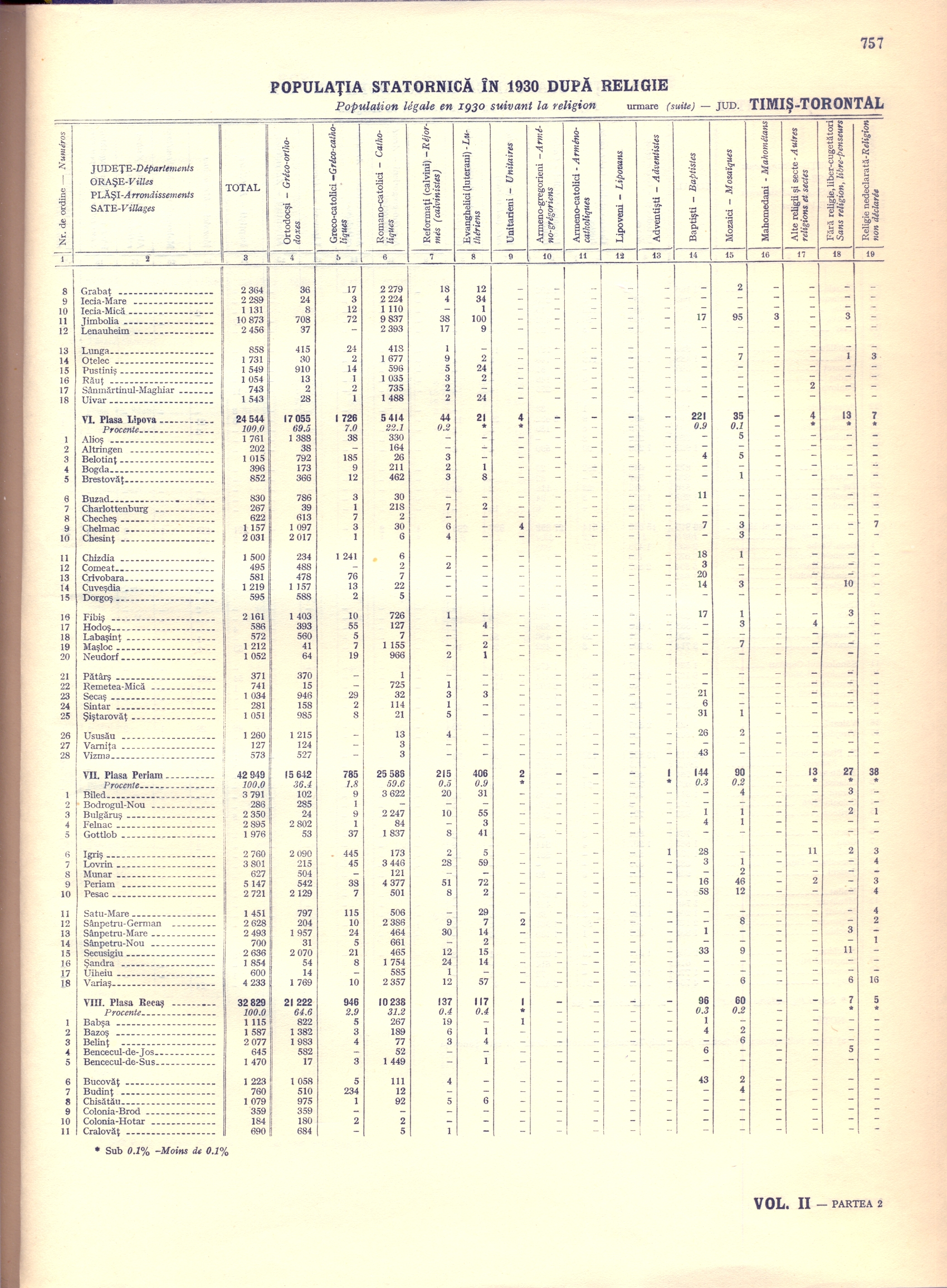
Populația județului în anul 1930, după religie
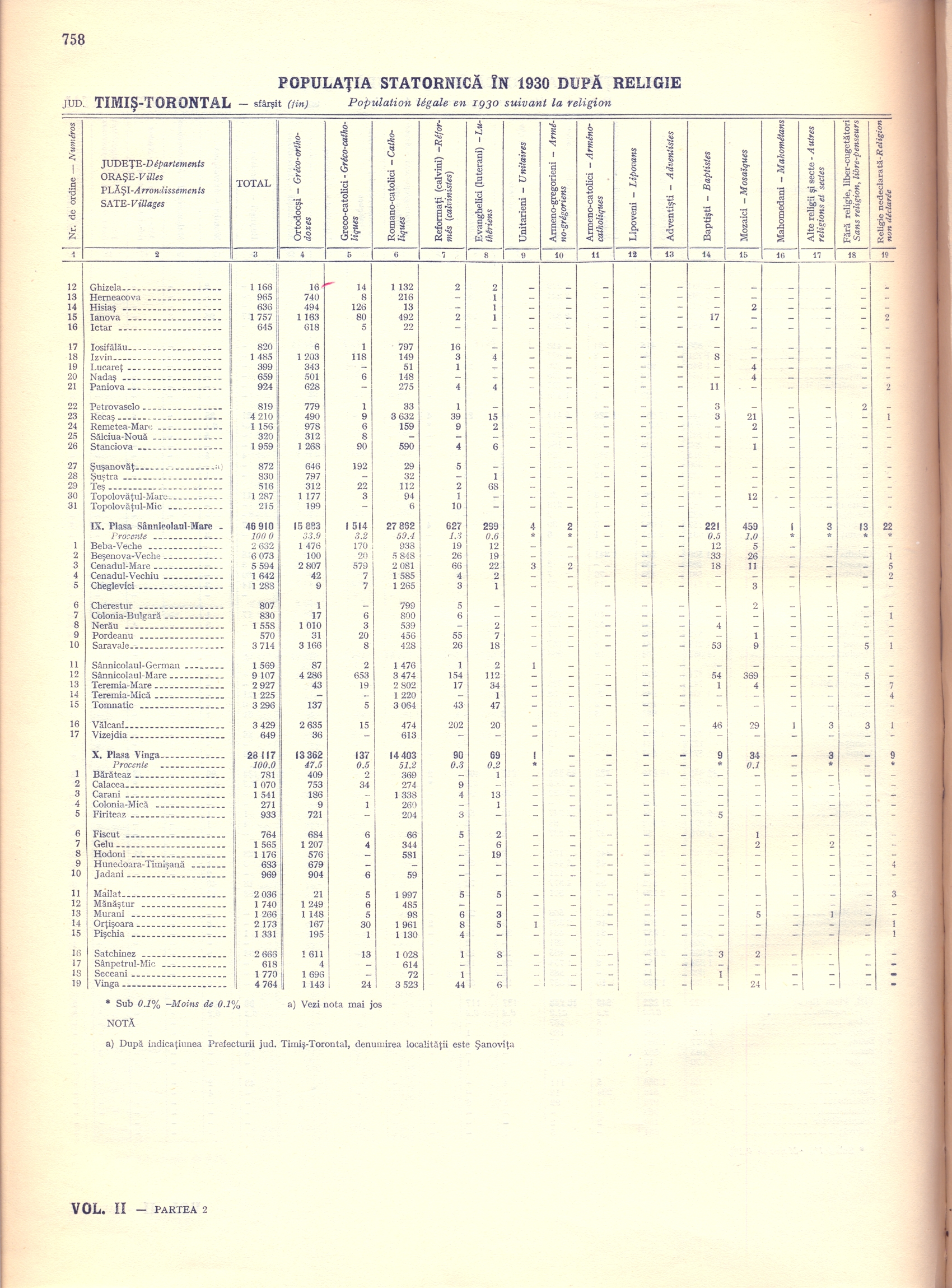
Populația județului în anul 1930, după religie